# Not Supposed to Sing the Blues
Not Supposed to Sing the Blues est un single tiré de l'album Bag of Bones. Il est sorti le 9 mars 2012.

## Liste des titres
| No | Titre                                       | Auteur       | Durée |
| -- | ------------------------------------------- | ------------ | ----- |
| 1. | Not Supposed to Sing the Blues              | Joey Tempest | 5:13  |
| 2. | Not Supposed to Sing the Blues (radio edit) | Joey Tempest |       |